# Apprendimento misto

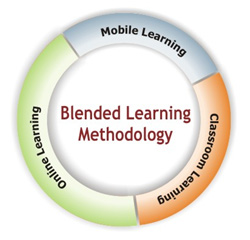
Il metodo dell'apprendimento misto

Apprendimento misto, apprendimento ibrido o blended learning in inglese, nella ricerca educativa si riferisce ad un mix di ambienti d'apprendimento diversi. Esso combina il metodo tradizionale frontale in aula con attività mediata dal computer (ad esempio apprendimento online, uso di DVD, ecc.) e/o da sistemi mobili (come smartphone e tablet).
Secondo i suoi fautori, la strategia crea un approccio più integrato tra docenti e discenti. Precedentemente, materiali basati sulla tecnologia hanno giocato un ruolo di supporto all'istruzione frontale. Attraverso un approccio misto, la tecnologia avrà un ruolo ancor più importante.
Si consideri, ad esempio, un programma di incontro tradizionale in classe. 
Un corso che normalmente si svolge lunedì, mercoledì e venerdì, dall'1-15. Se si applicasse l'approccio blended learning, il corso si potrebbe modificare in modo da incontrarsi una volta alla settimana invece del consueto formato in tre sessioni. Attività che altrimenti avrebbero avuto luogo in aula possono essere spostate online.

Il minore numero degli incontri può agevolare chi proviene da lontano, ma riduce le possibilità di interazione reale, a scapito del benessere psicofisico ed emotivo dello studente. La pervasività delle tecnologie, infatti, ha ricadute anche negative sulla qualità della vita delle persone, sia dal punto di vista fisico sia dal punto di vista socio-emotivo. 
In altre circostanze, può verificarsi un maggiore utilizzo della tecnologia all'interno dell'aula. 
Attività possono essere strutturate con l'accesso a risorse online, comunicazione via social media o l'interazione con gli studenti a distanza in altre aule o in altri ambienti di apprendimento.
Ci sono diversi approcci all'apprendimento misto e può assumere molte forme, a seconda degli insegnanti e degli studenti coinvolti.